# Castilla (distrito)
Castilla é um distrito do Peru, departamento de Piura, localizada na província de Piura.

## Transporte
O distrito de Castilla é servido pela seguinte rodovia:
- PE-1NJ, que liga a cidade de Piura ao distrito de Lambayeque (Região de Lambayeque)
- PE-1NU, que liga a cidade ao distrito de Tambo Grande [1][2][3]